# ACD Treviso 2013
Az Associazione Calcio Dilettanti Treviso 2013 labdarúgócsapat Trevisóban, Olaszországban. 1909-ben alapították, 1993-ban, 2009-ben és 2013-ban pedig újjáalapították. Az ötödosztály tagja.

## Történet
F.B.C. Treviso
A klubot 1909-ben alapították a Football Club Treviso néven, és soha nem játszottak az olasz labdarúgás legfelső szintjén, mindig  az alsóbb osztályokban szerepeltek a Serie B-től a Serie D-ig, ahol az 1950-51-es Serie B  hatodik helyezettje lett, a vezetőedző Nereo Rocco volt, ez a csapat a legjobb eredménye. 1993-ban a klub leállt a pénzügyi nehézségek miatt.
Treviso F.B.C. 1993
1993 nyarán egy új klub került be a Serie D-hez, mint F.B.C. Treviso 1993. A Treviso 2001-ben került be a Serie C-be, de 2003-ban feljutott a Serie B-be. 2005-ben Pillon visszatért Trevisóba, és a csapat tiszteletre méltó ötödik helyet szerzett, és egy helyet szerzett a rájátszásban, de elvesztette Perugia elleni meccset. 
Nagy nehezen feljutottak az első osztályba. 2005-06-ban Treviso az olasz Serie A-ban játszott először és eddig utoljára az alapítás óta. A csapat edzője Ezio Rossi volt, majd Alberto Cavasin váltotta fel. A csapat kezdetben kénytelen volt játszani az otthoni meccseket a Stadio Euganeo-ban, a közeli Padova városában, mivel otthonos stadionuk elégtelensége miatt nem volt elegendő a Serie A mérkőzésekre. Az olasz parlament azonban egy különleges jogi lemondást hagyott jóvá, amely lehetővé tette a Trevisó számára, hogy stadionjában játsszon.
Treviso Serie A-beli tartózkodása rövid életű volt. A legrosszabbul a 2005-2006-os szezon sikerült, 2006 április 9-én a Messiában 3-1-es veszteséget követően hivatalosan a Serie B-re kerültek át az "06 -'07 idényre. 
A klub végül csődbe ment 2009 nyarán, miután abban az évben kiesett a Serie B-ből.
A.S.D. Treviso 2009  F.C.
Egy új klub, az A.S.D. A Treviso 2009-ben alapító utódként alakult, és 2009 nyarán bevették az Eccellenza Veneto-ba  amely akkoriban az olasz labdarúgás 6. osztálya volt.
A 2010-11-es szezonban a Treviso a Serie D-ből a Lega Pro Seconda Divízióig jutott és a Football Club Treviso nevet kapta.  A következő évben a Lega Pro Prima Divízióba került. A 2012-13-as szezonban a bajnokságot Lega Pro Seconda Divisione-nak nevezték el.
A.C.D. Treviso
A klub újraindult a jelenlegi névvel 2013 nyarán.
A klub a 2013-14-es szezont követően  megnyerte a  rájátszást.

## Színek
A csapat szinei a világoskék és a fehér.